# Hollywood, Florida
Hollywood är en stad i Broward County i Florida. Staden har 144 535 invånare (2004). 

## Kända personer som bor eller är födda i Hollywood, Florida
- Bethany Joy Lenz-Galeotti, skådespelare
- Bella Thorne, skådespelare och modell
- Victoria Justice, skådespelare och modell
- Tracy Lindsey Melchior, skådespelare
- Jamie Westenhiser, Playboy-playmate
- Joseph Trohman, gitarrist i Fall Out Boy
- Michael Mizrachi, World Poker Tour-vinnare
- Janice Dickinson, modell och författare
- Norman Reedus, skådespelare
- Adam Walsh, pojke, mördad 1981